# Ectogoniella pangraptalis
Ectogoniella pangraptalis là một loài bướm đêm trong họ Erebidae.